# Lilija Čanyševa
Lilija Ajratovna Čanyševa (in russo Лилия Айратовна Чанышева?, trasl. anglosassone: Lilia Chanysheva; in tartaro: Лилия Айрат кызы Чанышева, Liliä Ayrat qıźı Çanışeva; Ufa, 6 febbraio 1982) è una politica russa, ex revisore dei conti e nota per essere stata la principale collaboratrice di Aleksej Naval'nyj nel movimento di opposizione a Vladimir Putin.
Il 14 giugno 2023, dopo essere stata già un anno in  carcere, Čanyševa è stata condannata a 7 anni e mezzo di carcere con l'accusa di estremismo. Nell'aprile 2024 la Corte Suprema del Baschiria ha inasprito la pena a 9,5 anni di carcere, confermando l'appello. 
Il 1º agosto 2024 Čanyševa è stata rilasciata come uno dei 26 prigionieri totali scambiati nello scambio di 16 prigionieri russi del 2024.

## Biografia
È nata il 6 febbraio 1982 a Ufa, in Baschiria. Suo padre, Ajrat Chusainovitč Čanyšev, lavorava nell'ingegneria aeronautica e nella geofisica petrolifera, un tartaro con radici baschire, e sua madre, Tat'jana Nikolaevna, era russa, giunta a Ufa per incarico dalla regione di Ivanovo.
Ha studiato alla scuola di Ufa n. 119 e si è laureata presso il collegio di Ufa di statistica, informatica e ingegneria computeristica con lode.
Si trasferì a Mosca, dove si laureò all'Università Finanziaria sotto il governo russo. Durante il suo quarto anno di studi, ha iniziato a lavorare nella filiale russa della società di consulenza e revisione PricewaterhouseCoopers dalle "grandi quattro".
Nel 2011 ha studiato la trasmissione in diretta dai seggi elettorali delle elezioni alla Duma di Stato alla ricerca di violazioni.
Nel 2013 è tornata a Ufa e ha iniziato a lavorare in una filiale di Deloitte, un'altra società di consulenza e revisione contabile delle "grandi quattro", dove ha lavorato fino al 2017. Si è dedicata anche a cause ambientaliste locali.
Nel 2013 ha partecipato come volontaria alla campagna elettorale di Aleksej Naval'nyj per le elezioni per il sindaco di Mosca. Si è unita al Partito del Progresso di Naval'nyj. Nel 2014 è stata osservatrice elettorale di Golos.
Nel 2016 ha lavorato come osservatrice alle elezioni del Kurultai del Bashkortostan e ha annunciato la scoperta di violazioni nel lavoro della commissione elettorale. Organizzò proteste contro la "Legge Yarovaya". Nel 2017 Čanyševa ha iniziato a dirigere la sezione regionale della Fondazione anticorruzione di Naval'nyj a Ufa.
Nel novembre 2021, Čanyševa è stata arrestata nel mezzo di una più ampia repressione della rete politica di Naval'nyj. Il 14 giugno 2023 è stata condannata dal tribunale di Ufa a 7 anni e mezzo di carcere con l'accusa di estremismo, poi alzato a 9 anni e mezzo in appello e confermato dalla Corte suprema. 
È stata accusata in base a tre articoli: 282.1 ("organizzazione di una comunità estremista") per il coinvolgimento con la Fondazione Anti-corruzione, 280.1 ("appelli pubblici per l'attuazione di attività estremiste"), a causa di un discorso del 2017 non tenuto da lei ma da un membro locale di Jabloko, 239.3 ("propaganda di un'organizzazione senza scopo di lucro le cui attività sono associate all'incitamento dei cittadini a rifiutare di adempiere ai propri doveri civici o a commettere altri atti illegali").
Il tribunale le ha anche ordinato di pagare una multa di 400.000 rubli. Il processo è stato classificato come segreto.
Al processo ha dichiarato che il governo russo impedisce alle donne di fare politica e al contempo di essere madri incarcerando quelle che scelgono questa strada. Čanyševa è stata rinchiusa in una colonia penale a Berezniki (territorio di Perm') sui Monti Urali, la stessa dove in passato era stata detenuta Marija Alëchina delle Pussy Riot. L'associazione Memorial l'ha riconosciuta come prigioniera politica. A maggio 2024 ha presentato una domanda di grazia presidenziale a Putin, pur senza dichiararsi colpevole, motivandola con il fatto che ha genitori anziani e malati e si è dimessa volontariamente dagli incarichi dopo che il gruppo di Naval'nyj è stato dichiarato estremista e sciolto. Lo stesso mese Julija Naval'naja, vedova di Naval'nyj in esilio in Germania, ha annunciato che avrebbe donato parte del denaro del Premio Dresda, assegnato a suo marito, alle famiglie delle prigioniere politiche del partito Ksenija Fadeeva e Lilija Čanyševa; è stato riferito che la famiglia di Fadeeva ha rifiutato questo aiuto finanziario, probabilmente per non compromettersi con le autorità.
Dopo essere stata segretamente trasferita a Lefortovo (Mosca) il 26 luglio, Lilija Čanyševa è stata rilasciata il 1° agosto 2024 con uno scambio di prigionieri con l'Occidente all'aeroporto di Ankara (Turchia), assieme ad altri 15 detenuti.

## Vita privata
Nel 2017 ha incontrato Almaz Gatin. Si sono sposati il 17 aprile 2021, il giorno dopo che la procura di Mosca dichiarò le organizzazioni Fondazione Anti-corruzione e Navalny's Headquarters come "estremisti", sciogliendo il partito Russia del Futuro.

## Premi e riconoscimenti
- BBC 100 Women (2024)